# Асен Разцветников
Асен Разцветников (справжнє ім'я – Асен Петков Коларов; 2 листопада 1897, Драганово, Болгарія – 30 липня 1951, Москва, Російська Федерація) – болгарський поет, письменник і перекладач.

## Біографія

### Раннє життя і освіта
Батько Разцветникова був учителем, але у них також була ферма. Його мати співала народні пісні, які вона вивчила від діда Асена – Петра, що був скрипалем. У 1916 році закінчив середню школу у Велико-Тирново. З 1917 працював на телеграфній станції у Велико-Тирново, а потім на станції Горішня Оряховиця. Вивчав славістику в Софійському університеті (1920), потім читав лекції з естетики у Відні та Берліні (1921–1922). У 1926 році закінчив Софійський університет.
Викладав у Механіко-технічному училищі в Габрово (1926 – 1929). Між 1930 і 1934 роками  викладав болгарську мову в III міській гімназії у Софії, працював бібліотекарем. У 1934 році працював бібліотекарем у поштовому відділенні. З 1934 року займається літературною роботою – співпрацює з журналами «Новий шлях» та «Златарог». Після 9 вересня 1944 року працював в Інституті художнього перекладу при Міністерстві інформації.

### Творча кар'єра
Асен Разцветников почав писати вірші ще у  студентські роки. Вперше друкувався в журналі „Българан“ під псевдонімом Анрі. Активний юрист  преси – „Червен смях“, „Младеж“, „Работнически вестник“ та ін. Вважається одним із найяскравіших представників "вересневої літератури" разом з Ґео Мілевим, Ангелом Каралійчевим, Ніколою Фурнаджієвим. Згодом вийшла його перша збірника віршів – „Жертвени клади“ (1924).
Після літературного читання в Софійському університеті з нагоди 10-ї річниці з дня смерті Пейо Яворова, Асен Разцветников разом з Ангелом Каралічевим, Ніколою Фурнаджієвим і Георгієм Цаневим  були звинувачені окупаційним комуністичним урядом Болгарії у співпраці з буржуазією.  Внаслідок розбіжностей, що виникли, Разцветников відірвався від лівих ідей, припинивши співпрацю з газетою „Нов път“ і почав співпрацювати з журналом Володимира Василева "Златорог".
У 1930-х роках він спрямував свої зусилля на дитячу творчість, в результаті чого з'явилися численні книги загадок, віршів і казок. Він також бере участь у перекладах з німецької мови, включаючи «Оду радості» Фрідріха Шиллера – частину фіналу Дев'ятої симфонії Людвіга ван Бетховена, який став гімном Європейського Союзу. З 1938 по 1944 році був видавцем і редактором (разом з Емілем Кораловим та Лучезаром Станчевим) популярної газети для підлітків – "Весела дружина".

## Галерея

Асен Разцветников
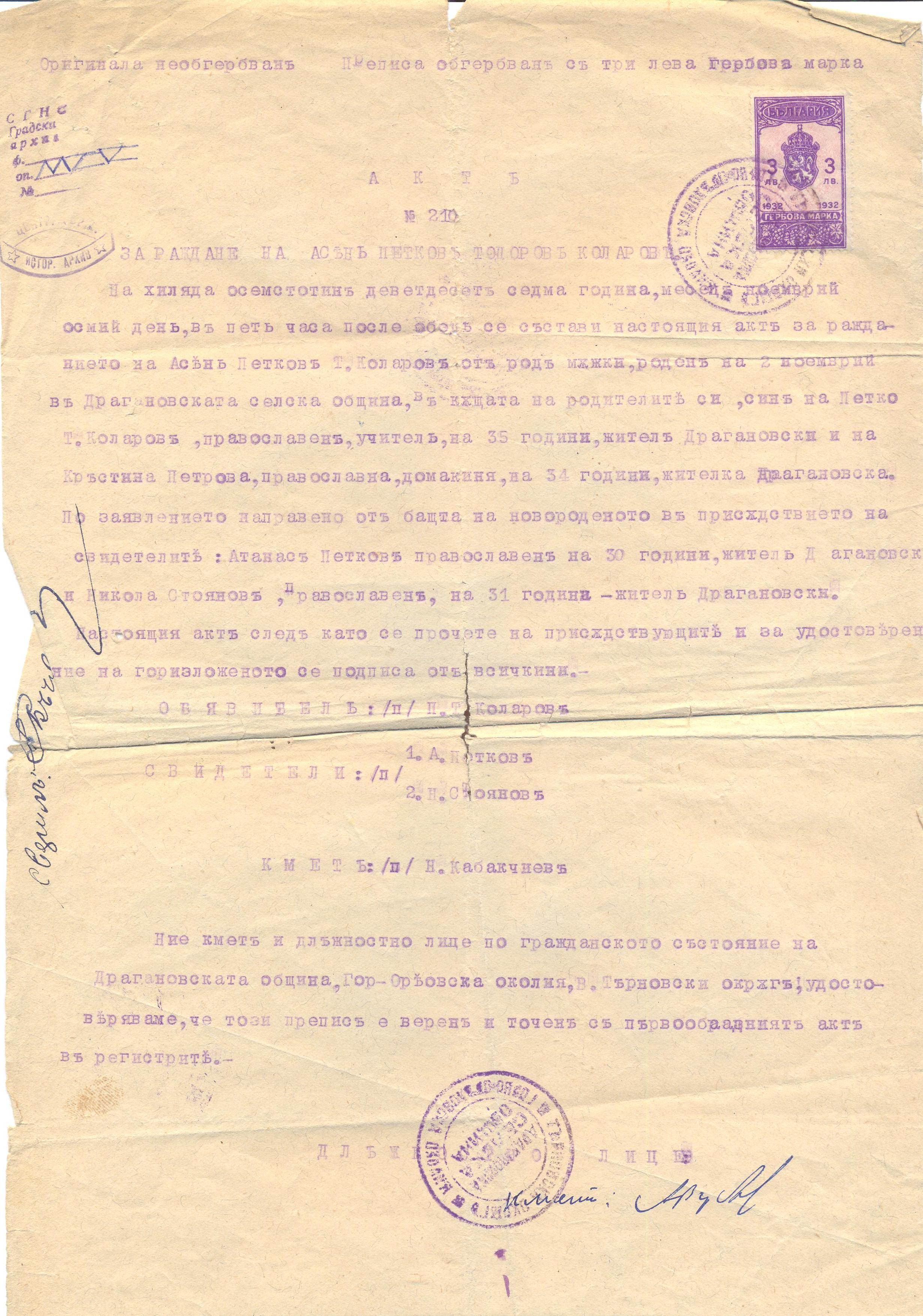
Свідоцтво про народження
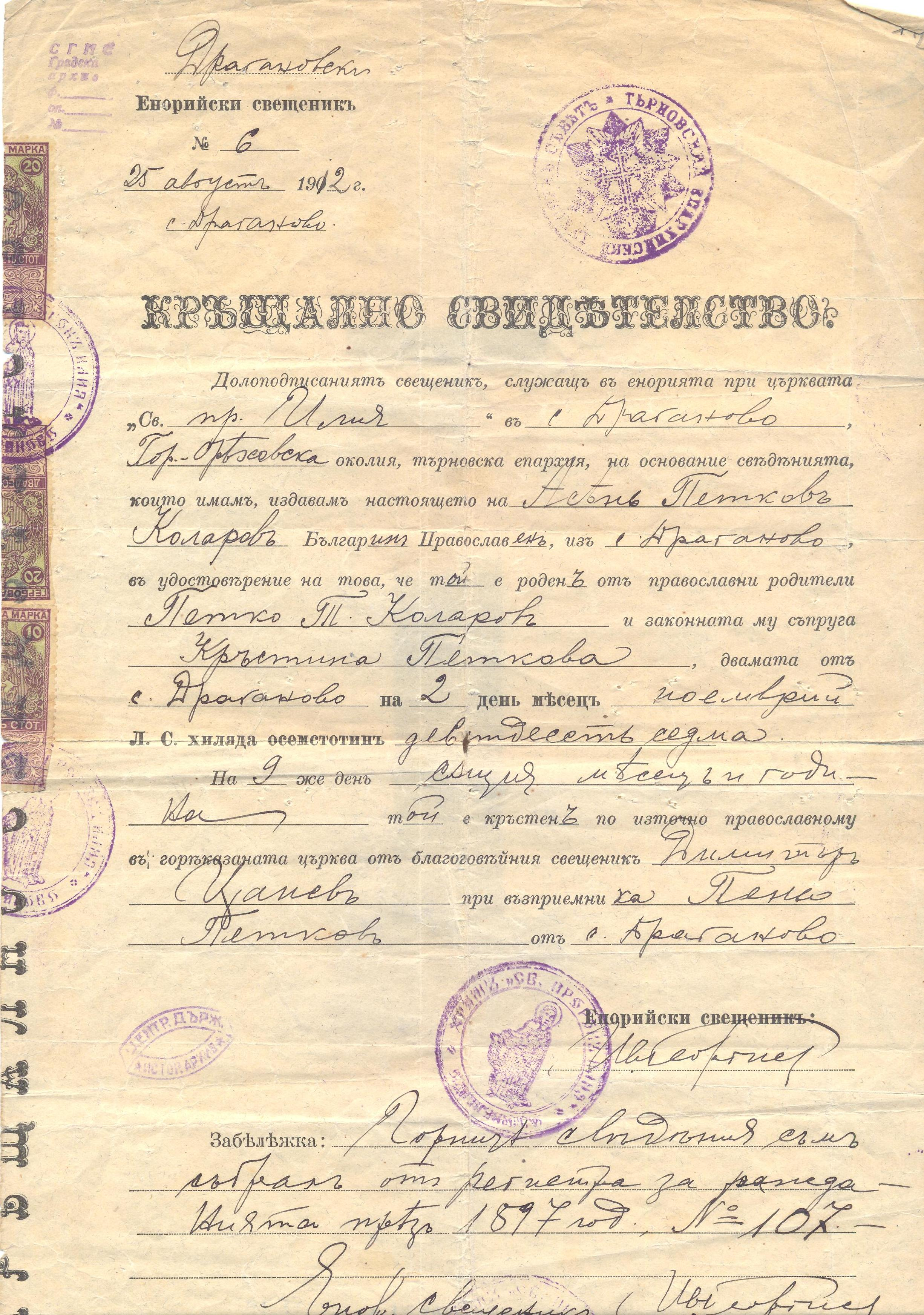
Свідоцтво про хрещення
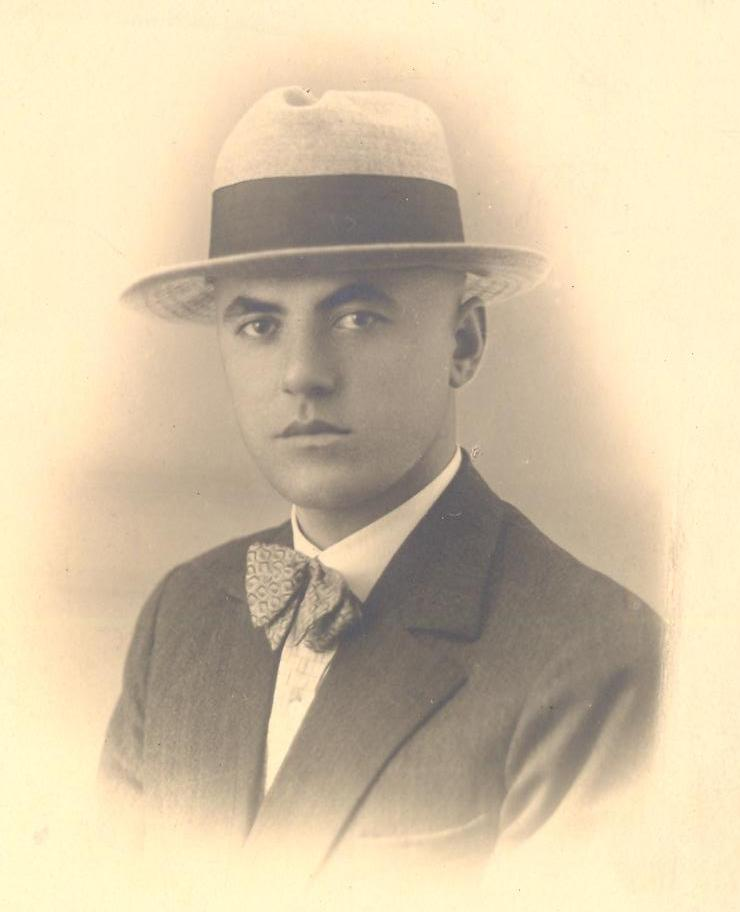
Разцветников у студентські роки
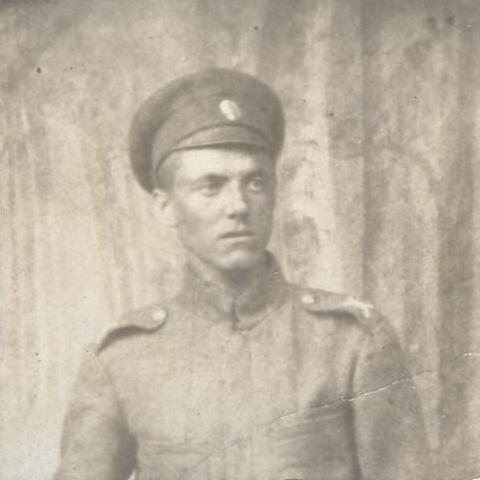
Разцветников – солдат